# Caroline Møller
Caroline Sophie Møller Hansen (* 19. Dezember 1998 in Hobro) ist eine dänische Fußballspielerin. Die Stürmerin spielte von 2015 bis 2020 bei Fortuna Hjørring und spielt seit 2021 für Real Madrid. 2020 spielte sie erstmals in der dänischen Nationalmannschaft.

## Karriere

### Verein
Møller begann mit acht Jahren beim Hobro IK mit dem Fußballspielen. Von 2013 bis 2014 spielte sie für den IK Skovbakken. Nach einem Jahr in den USA an der IMG Academy, kam sie als 16-jährige zu Fortuna Hjørring, wurde 2016, 2018 und 2020 dänischer Meister und gewann 2016 und 2019 den Pokal. Im Juli 2020 wechselte sie zu Inter Mailand und im August 2021 zu Real Madrid.
Auf europäischer Ebene spielte sie erstmals im Achtelfinale der UEFA Women’s Champions League 2016/17 gegen ACF Brescia. Schon in der Saison davor, als sie in der gleichen Runde gegen die Italienerinnen ausschieden, gehörte sie zum Kader, wurde aber nicht eingesetzt. Diesmal kam sie aber zum Einsatz und die Däninnen konnten sich für das Aus im Vorjahr revanchieren. Im Viertelfinale schieden sie aber nach zwei 0:1-Niederlagen gegen Manchester City aus. Ein Jahr später trafen sie bereits im  Sechzehntelfinale auf Italienerinnen, diesmal die Frauen des AC Florenz. Nach einer 1:2-Auswärtsniederlage kamen sie daheim nur zu einem torlosen Remis. Auch 2018/19 schieden sie im Sechzehntelfinale gegen die Florentinerinnen aus, diesmal nach zwei 0:2-Niederlagen. In all diesen Spielen hatte sie nur Kurzeinsätze. 2019/20 kam sie dann zu vier vollen Einsätzen und sorgte im Sechzehntelfinale mit ihren drei Toren gegen  KS Vllaznia Shkodra allein für das Weiterkommen. Im Achtelfinale war dann aber wieder Endstation, diesmal gegen Titelverteidiger Olympique Lyon, gegen den sie insgesamt 11 Tore kassierten, aber selber keins schossen.
In der Qualifikation zur UEFA Women’s Champions League 2021/22 konnte sie sich mit Real durch ein 1:1 im Heimspiel und einen 1:0-Sieg im Auswärtsspiel gegen Manchester City für die erstmals ausgetragene Gruppenphase qualifizieren. In dieser verloren sie zwar beide Spiele gegen Paris Saint-Germain, da die anderen vier Spiele aber gewonnen wurden, erreichten sie als Gruppenzweite das Viertelfinale, wo sie im März 2022 auf Vorjahressieger FC Barcelona treffen werden. Møller kam in allen acht Spielen zum Einsatz und erzielte beim 5:0-Sieg gegen Breiðablik Kópavogur drei Tore, womit sie nach der Gruppenphase beste Torschützin ihrer Mannschaft ist.

### Nationalmannschaft
Im August 2013 kam sie bei drei Spielen bei einem UEFA-Turnier in Polen zu ihren ersten Einsätzen in der dänischen U-16-Mannschaft. Nach je drei weiteren Einsätzen bei einem Turnier im April 2014 und beim Nordic Cup im Juli 2015, kam im August 2015 mit 16 Jahren der Sprung zur U-19. Im September nahm sie mit dieser an der ersten Qualifikationsrunde zur U-19-EM 2016 teil. Beim Turnier in Belarus brachte sie ihre Mannschaft gegen die Gastgeberinnen mit ihrem ersten Länderspieltor mit 1:0 in Führung (Endstand 2:1). Im zweiten Spiel gegen Lettland trug sie zwei Tore zum 8:0-Sieg bei. Durch ein abschließendes 1:0 gegen Rumänien qualifizierten sie sich als Gruppensiegerinnen für die zweite Runde. Bei dieser hatten sie im  April 2016 Heimrecht, konnten dieses aber nur im ersten Spiel zu einem 5:0-Sieg gegen Nordirland nutzen. Nach einem 1:1 gegen Italien verloren sie gegen Spanien mit 1:3, so dass sie als nur fünftbester Gruppenzweiter die Endrunde verpassten. Beim nächsten Anlauf im September konnten sie in Montenegro gegen die Gastgeberinnen mit 7:0 und gegen die Slowakei mit 10:1 gewinnen, wobei ihr drei Tore gelangen. Damit konnten sie eine 0:2-Niederlage gegen Ungarn verkraften, um an der zweiten Runde teilzunehmen. Diese fand im April 2017 in der Türkei statt, wo sie mit einem 5:0 gegen Tschechien gut starteten, dann aber gegen England mit 0:2 verloren, so dass ein weiteres 5:0 gegen die Gastgeberinnen nicht zum Erreichen der Endrunde reichte, obwohl sie diesmal zweitbeste Gruppenzweite waren. Damit endete ihre Zeit in der U-19. Im September wurde sie bei einem 2:0-Sieg gegen Finnland erstmals in der U-23 eingesetzt. Im Oktober wurde sie für ein  Qualifikationsspiel zur WM 2019  der A-Nationalelf gegen Kroatien nominiert, aber nicht eingesetzt. Im Januar 2018 gehörte sie dann erneut zum A-Kader, kam aber bei der 1:5-Niederlage gegen Weltmeister USA wieder nicht zum Einsatz.
Nach je einem weiteren U-23-Einsatz im November 2018 und 2019, wurde sie für den Algarve-Cup 2020 nominiert. Am 4. März 2020 hatte sie ihren ersten Einsatz in der A-Nationalelf. Sie wurde bei der 1:2-Niederlage gegen Norwegen beim Stand von 1:1 in der 61. Minute eingewechselt. Ihren zweiten Einsatz hatte sie sechs Tage später im Spiel um Platz 5 gegen Belgien, das mit 4:0 gewonnen wurde. Dabei stand sie in der Startelf, wurde aber nach 58 Minuten beim Stand von 4:0 ausgewechselt. Auf den nächsten Einsatz musste sie dann bedingt durch die Länderspielpause wegen der COVID-19-Pandemie sieben Monate warten. In den letzten fünf Spielen der Qualifikation zur EM 2022 wurde sie zweimal eingewechselt, darunter das für den Gruppensieg entscheidende letzte Spiel gegen Italien, bei dem den Däninnen ein torloses Remis zum Gruppensieg reichte. In der Qualifikation für die WM 2023 hatte sie drei Kurzeinsätze von insgesamt 42 Minuten.
Für die EM 2022 wurde sie in einen vorläufigen Kader berufen, letztlich aber nicht mit nach England genommen.
In der erfolgreichen Qualifikation für die EM 2025 hatte sie zwei Einsätze.

## Erfolge
- 2016, 2018 und 2020: Dänische Meisterin
- 2016 und 2019: Dänische Pokalsiegerin